# 조베
조베(이탈리아어: Giove)는 이탈리아 움브리아주 테르니도에 위치한 코무네이다.